# Auralia (manzana)
Auralia es el nombre de una variedad cultivar de manzano (Malus domestica). Criado en el antiguo Instituto Kaiser-Wilhelm, Muncheberg, Alemania. Las frutas tienen un sabor dulce, subácido, aromático y perfumado.

## Sinónimos
- "Tumanga".[4]

## Historia
'Auralia' es una variedad de manzana, a partir del cruce de 'Cox's Orange Pippin' como hembra y 'Nordhausen' como macho. Criado por el profesor Schmidt en el Instituto Kaiser Wilhelm en Branderburg (Alemania) en la década de 1930.
'Auralia' se cultiva en la National Fruit Collection con el número de accesión: 1967 - 004 y Accession name: Auralia.

## Características
'Auralia' tiene un tiempo de floración que comienza a partir del 9 de mayo con el 10% de floración, para el 14 de mayo tiene una floración completa (80%), y para el 21 de mayo tiene un 90% caída de pétalos.
'Auralia' tiene una talla de fruto es de pequeño a mediano; forma redondo aplanada con altura de 49,03 mm y anchura de 65,08 mm; con nervaduras débiles, corona medio-débil; epidermis con color de fondo verde amarillo, con sobre color naranja en una cantidad de color superior media, con sobre patrón de color moteado / lavado, "russeting" (pardeamiento áspero superficial que presentan algunas variedades) bajo; ojo de tamaño mediano y parcialmente abierto, colocado en una cuenca ligeramente empotrada, ancha y ligeramente acanalada; tallo largo y delgado en una cavidad moderadamente profunda en forma de embudo que se enrosca con rayos que se extienden sobre el hombro; carne muy firme, textura de la pulpa gruesa y color de la pulpa amarillento, sabor dulce, jugoso, subacido y aromático.
Su tiempo de recogida de cosecha se inicia a finales de septiembre. Necesita uno o dos meses de almacenamiento para desarrollar su textura y aroma finos y perder parte de su amargor.
Progenie: 'Pikkolo'.

## Usos
A menudo se come fresco, manzana de mesa, pero también es una buena manzana para cocinar.
Recomendada para el huerto familiar, irrelevante en el cultivo comercial de frutas en la actualidad.

## Ploidismo
Auto estéril. Grupo de polinización: E Día16. Tolerante de heladas tardías.